# Gens Postumia
Die gens Postumia (deutsch Postumier) war eine Patrizierfamilie der Römischen Republik. Postumius war ihr Gentilname (nomen gentile). Sie zählte nicht zu den gentes maiores, trotzdem stiegen Vertreter dieser Familie schon in der frühesten Phase der Republik zu den höchsten Ämtern Roms auf. Bis in das 2. Jahrhundert v. Chr. erfreuten sich die Postumier großen Ansehens.
Der erste bekannte Namensträger ist Publius Postumius Tubertus (Konsul 505 und 503 v. Chr.). Dessen Enkel oder Urenkel Aulus Postumius Tubertus soll um 431 v. Chr. seinen Sohn hingerichtet haben; seitdem tauchen Postumier mit dem Cognomen Tubertus nicht mehr auf. 499 bzw. 496 v. Chr. wurde ein Aulus Postumius Albus Regillensis zum Diktator bzw. Konsul gewählt und gewann in einem dieser beiden Jahre angeblich die Schlacht am Regillus lacus gegen die Latiner. Der von diesem Diktator abstammende Familienzweig der Postumii Albi bzw. Postumii Albini führte dementsprechend  bis weit in das 4. Jahrhundert v. Chr. das Cognomen Regillensis. Noch im 1. Jahrhundert v. Chr. wurde der ruhmreiche Vorfahre auf Münzen verherrlicht, zuletzt von dem in diese Familie adoptierten Caesarmörder Decimus Iunius Brutus Albinus. Die Konsuln von 464 und 466 v. Chr., Aulus und Spurius Postumius Albus Regillensis, sollen Söhne des siegreichen Diktators gewesen sein. Wohl weil die Postumier später sehr standesbewusst auftraten, wurden ihre frühen, in der Zeit vor dem Decemvirat lebenden Vertreter manchmal als entschiedene Verfechter der Interessen der Patrizier im Kampf gegen die Plebejer gezeichnet. Zur Zeit der Eroberung Roms durch die Gallier (um 390 v. Chr.) gehörten die Postumier laut Plutarch zu den blühendsten römischen Adelsfamilien. Tatsächlich werden relativ viele Postumii Albini als Konsulartribunen und Zensoren in den Jahrzehnten vor und nach der Gallierkatastrophe in den Fasten genannt, ohne dass man ihre Verwandtschaftsverhältnisse genau rekonstruieren könnte. In der Mitte des 4. Jahrhunderts v. Chr. waren sie in der Spitzenpolitik weniger präsent, konnten aber 334 v. Chr. mit Spurius Postumius Albinus Caudinus wieder einen Konsul stellen, doch erlitt dieser in seinem zweiten Konsulat 321 v. Chr. eine schwere Niederlage gegen die Samniten.
Allerdings konnte schon Lucius Postumius Megellus an der Wende des 3. zum 2. Jahrhundert v. Chr. dreimal das Konsulat erringen; wie er mit den Postumii Albini verwandt war, ist nicht bekannt. Dieser Familienzweig blühte jedenfalls seit der Mitte des 3. Jahrhunderts v. Chr. erneut auf und wies daher viele Mitglieder in führenden Positionen auf, die aufgrund der geringen Zahl ihrer Vornamen (meist Aulus, Lucius und Spurius) nur durch individuelle Beinamen unterschieden wurden. Anfang des 2. Jahrhunderts v. Chr., in der Zeit vor dem Krieg gegen Perseus, erreichte die Familie durch die drei Brüder Aulus Postumius Albinus Luscus, Spurius Postumius Albinus Paullulus und Lucius Postumius Albinus (Konsuln 180, 174 und 173 v. Chr.) ihren höchsten Glanz. Da aber der Konsul von 110 v. Chr., Spurius Postumius Albinus, besonders wegen des Versagens seines Bruders Aulus, in Afrika eine schwere Niederlage gegen Jugurtha einstecken musste, wurden beide Brüder verurteilt und die Postumier verloren rasch jeden politischen Einfluss für immer. Aulus Postumius Albinus war 99  v. Chr. der letzte Konsul, den sein Geschlecht hervorbrachte. Danach sind dessen Mitglieder historisch nicht mehr fassbar.
Die Postumier wurden nicht nur zu den höchsten staatlichen Ämtern berufen, sondern saßen auch in verschiedenen Priestergremien. Anscheinend kamen Mitglieder dieser Familie schon früh mit griechischer Bildung in Berührung und wurden daher zu diplomatischen Kontakten mit der hellenistischen Welt verwendet (z. B. Aulus Postumius Albinus).
Einige wenige Fälle von Postumiern sind bekannt, die nicht der patrizischen Familie angehörten. Manche davon sind etruskischer Abstammung, andere wiederum in der späten römischen Republik Freigelassene, die durch Inschriften belegt sind.

## Weitere Namensträger
- Aulus Postumius Albinus Regillensis, römischer Politiker und Feldherr
- Marcus Postumius Regillensis (Konsulartribun 414 v. Chr.), († 414 v. Chr.), römischer Militärtribun und Feldheer
- Lucius Postumius Albinus (Konsul 234 v. Chr.) († 216 v. Chr.), römischer Konsul 234 und 229 v. Chr., designierter Konsul 215 v. Chr.
- Aulus Postumius Albinus (Konsul 242 v. Chr.), römischer Konsul 242 v. Chr. und Zensor 234 v. Chr.
- Aulus Postumius Albus Regillensis (Konsul 496 v. Chr.), Politiker der römischen Republik, Konsul 496 v. Chr.
- Spurius Postumius Albinus (Konsul 148 v. Chr.), römischer Politiker und Konsul
- Spurius Postumius Albinus (Konsul 186 v. Chr.) († 180 v. Chr.), römischer Konsul und Feldherr
- Aulus Postumius Albinus (Legat), römischer Feldherr
- Titus Flavius Postumius Titianus, römischer Politiker
- Titus Flavius Postumius Quietus, römischer Politiker und Konsul
- Paulus Postumius Acilianus, römischer Offizier (Kaiserzeit)
- Publius Postumius Acilianus, römischer Offizier (Kaiserzeit)
- Marcus Postumius Festus, römischer Suffektkonsul 160
- Quintus Postumius Lepidinus, römischer Offizier (Kaiserzeit)